# Грабовский, Ян
Ян Грабовский (пол. Jan Grabowski; род. 24 июня 1962, Варшава) — польский и канадский историк, писатель, заслуженный профессор Университета Оттавы. Профессор истории в Университете Оттавы (с 1993 года). Соучредитель и член Исследовательского центра Холокоста Института философии и социологии Польской академии наук. Основная сфера научных интересов — Холокост польских евреев. Работал профессором в университетах Франции, Израиля, Польши и США. Я. Грабовский свободно владеет французским, английским, немецким, польским и русским языками, его статьи напечатаны в научных журналах на английском, французском, польском, немецком языках и иврите. Победитель Международной книжной премии «Яд Вашем» (2014) за книгу «Охота за евреями: предательство и убийство в немецкой оккупированной Польше» (2014 год).

## Биография
Ян Грабовский родился в 1962 году в Варшаве в семье химика, академика Польской академии наук Збигнева Рышарда Грабовского (при рождении Абрахамер, 1927—2017), из пережившей Холокост ассимилированной еврейской семьи; мать, также профессор химии Анна Славинска, — происходила из польской католической семьи. Внук скульптора Иоанны Грабовской (урождённая Рома Шерешевская, 1897—1970), которая с 1942 года вместе с мужем и сыном скрывалась под предоставленными им адвокатом Станиславом Хубертом поддельными документами семьи Грабовских.
В 1986 году Ян Грабовский получил степень магистра истории в Варшавском университете. В 1988 году эмигрировал из Польши в Канаду. С 1993 года работает профессором в Университете Оттавы, где преподает историю. В 1994 году защитил докторскую диссертацию по истории в Монреальском университете.
С 2011 года Ян Грабовский был назначен Председателем отдела по изучению расизма, антисемитизма и Холокоста имени барона Фридриха Карла фон Оппенгейма в научно исследовательском центре Яд ва-Шем.
18 июля 2014 года в рамках V-летней школы по еврейской истории и вопросам полиэтнического прошлого Центрально-Восточной Европы провёл лекцию на тему «Роль польской „Гранатовой полиции“ и польской Kripo (уголовной полиции) в „окончательном решении еврейского вопроса“».
Книги Яна Грабовского положительно восприняты в научном сообществе (включая и Германию) и многократно рецензировались. В частности, в 2014 году труд Грабовского был отмечен высшей Международной книжной премией «Яд Вашем».
В 2016 году стал членом-корреспондентом в Центре Манделя. В июле 2017 года преподавал Хайфском университете курс «Истребление польских евреев, 1939—1945 гг.».

## Угрозы и протест против научной деятельности
За исследование темы Холокоста польских евреев польские националисты угрожали профессору убийством. В 2009 году польский сайт начал атаку на Я. Грабовского, печатая статьи с нацистскими заголовками «Зиг Хайль, мистер Грабовский» и фото Иозефа Геббельса, а в январе 2011 года Ян Грабовский успешно выиграл судебный иск против данного польского сайта. Апелляция польского сайта, печатающего нацистские наезды на профессора, была отклонена.
Я. Грабовский также выиграл судебный иск против хозяина польского сайта, публикующего нацистские материалы, и тот был вынужден перечислить выигранные Грабовским деньги в организацию польских выживших, которые были детьми во время войны «Дети Холокоста».
Авторитет Грабовского поддерживают различные ученые. К примеру, историки из Польского центра исследований Холокоста критиковали польских националистов и Польскую лигу против диффамации, противящихся работе ученого, и укорив националистов за публикацию письма против профессора, подписанного 134 людьми, ни один из которых не является исследователем Холокоста. После необоснованного наезда на Я. Грабовского в поддержку его научной деятельности написали письмо 181 профессор и доктор наук — исследователи Холокоста.

## Избранные публикации
Ян Грабовский написал и выступил редактором более 14 монографий и более 60 статей на разных языках, опубликованных в научных журналах.

### Книги
- Polacy, nic się nie stało! Polemiki z Zagładą w tle (Poles, Nothing Happened! Polemics with the Holocaust in the Background), Wydawnictwo Austeria, 2021.
- Na posterunku. Udział polskiej policji granatowej i kryminalnej w zagładzie Żydów (On Duty: Participation of Blue and Criminal Police in the Destruction of the Jews). Wydawnictwo Czarne, Wołowiec, 2020. — ISBN 978-8380499867.
  - The Polish police: Collaboration in the Holocaust. Washington, DC: United States Holocaust Memorial Museum (Ina Levine annual lecture, 17 November 2016).
- Dalej jest noc: losy Żydów w wybranych powiatach okupowanej Polski (Night without End: The Fates of Jews in Selected Counties of Occupied Poland). Warsaw: Stowarzyszenie Centrum Badań nad Zagładą Żydów (Polish Center for Holocaust Research), 2 volumes (1,640 pp.), 2018. — ISBN 978-8363444648.
- Judenjagd. Polowanie na Żydów, 1942—1945. Studium Dziejów Pewnego Powiatu, Stowarzyszenie Centrum Badań nad Zagładą Żydów, Warszawa 2011. 282 s. ISBN 978-83-932202-0-5 («Охота на евреев[17]. Измена и убийство в Польше, оккупированной Германией»). Изначально напечатана на польском в 2011 году[3].

- Перевод на английский: «Hunt for the Jews. Betrayal and Murder in German-Occupied Poland» («Охота на евреев. Измена и убийство в Польше, оккупированной Германии») издательство Университета Индианы, 2013. — ISBN 978-0-253-01074-2.
- Перевод на иврит: ציד היהודים; בגידה ורצח בפולין בימי הכיבוש הגרמני. Yad Vashem, Jerusalem, 2016. ISBN 978-965-308-531-2.

- Klucze i Kasa. Losy mienia żydowskiego w okupowanej Polsce, 1939—1945, Stowarzyszenie Centrum Badan nad Zagładą, Warszawa, 2014, 628 s. (red. nauk. wspólnie z Dariuszem Libionką), Warszawa 2014 ISBN 978-83-63444-35-8.
- «Ja tego Żyda znam!» Szantażowanie Żydów w Warszawie 1939—1943, Warszawa 2004.

- Перевод: ’Je le connais, c’est un Juif!’ Varsovie 1939—1943. Le chantage contre les Juifs, éditions Calmann-Lévy, Paris, 2008. 176 s. ISBN 978-2702138878.

- Zarys krajobrazu. Wieś polska wobec zagłady Żydów, 1942—1945, Warszawa, 2011, 532 s. [red. nauk. wspólnie z Barbarą Engelking] ISBN 978-83-932202-4-3.
- Żydów łamiących prawo należy karać śmiercią! «Przestępczość» Żydów w okupowanej Warszawie, 1939—1942, Stowarzyszenie Centrum Badań nad Zagładą Żydów, Warszawa 2010 , 211 s. [wraz z Barbara Engelking] ISBN 978-83-926831-7-9.
- Rescue for Money: ‘Paid Helpers’ in Poland, 1939—1945, Search and Research Series, Yad Vashem — The International Institute for Holocaust Research, Jerusalem, 2008 ISBN 9789653083257.
- Historia Kanady. Prószyński i S-ka, Warszawa 2001, 320 s. ISBN 9788372550446.

### Некоторые статьи и главы в книгах
- The Role of «Bystanders» in the Implementation of the «Final Solution» in Occupied Poland, in: Yad Vashem Studies, (43), 1, 2015, p. 113—133.
- «A Scholar ‘on the Rez’. About Erica Lehrer’s Jewish Poland Revisited», in: Yad Vashem Studies, 42(2), 2014, 251-25.
- Tropiąc Emanuela Ringelbluma. Udział polskiej Kriminalpolizei (Kripo) w «ostatecznym rozwiazaniu kwestii zydowskiej», [Hunting down Emanuel Ringelblum: the Role of the Polish Criminal Police (Kripo) in the «Final Solution of the Jewish Question»], in: Zagada Zydów, 10 (2014), p. 27-57.
- Jan Grabowski, Zarzad Powierniczy i nieruchomosci zydowskie w Generalnym Gubernatorstwie. «Co mozna skonfiskowac? W zasadzie wszystko» [Trustee Administration and the Jewish Real Estate in the Generalgouvernement: What can be seized? In principle, everything"]. in: Klucze i Kasa. Losy mienia zydowskiego w okupowanej Polsce, 1939—1945. [Keys & Cash. The Fate of Jewish Property in Occupied Poland, 1939—1945], pp. 73-113.
- «La dénonciation des Juifs en Pologne pendant la Deuxième Guerre mondiale», Archives juives. Revue d’histoire des Juifs de France, 46(1), 2013, p. 77-90.
- «Rural Society and the Jews in Hiding: Elders, Night Watches, Firefighters, Hostages and Manhunts», Yad Vashem Studies, 40 (1), 2012, p. 49-74.
- «La „chasse aux Juifs“ dans la société rurale en Pologne : 1942—1945», dans: Pour une microhistoire de la Shoah, Le genre humain, Seuil, Paris, 2012, sous la direction de Claire Zalc, Tal Bruttman et Nicolas Mariot.
- «’I have only fulfilled my duties as a soldier of the Home Army.’ Miechow AK and the killings of Jews in Redziny-Borek. A Case Study.», in: Jan T. Gross (ed.), The Holocaust in Occupied Poland: New Findings and New Interpretations, Lang, Frankfurt, 2012, p. 115—131.
- «German Anti-Jewish Propaganda in the Generalgouvernement, 1939—1945: Inciting Hate through Posters, Films, and Exhibitions», Holocaust and Genocide Studies 23, no. 3 (Hiver 2009): 381—412.
- «Prostytucja w okupowanej Warszawie i w Dystrykcie (1939—1945)», w : Jolanta Żyndul (wyd.), Parlamentaryzm, Konserwatyzm, Nacjonalizm, Warszawa, 2010, p. 271—289.
- Poza progiem niezrozumienia — o Kanadzie inaczej, Przegląd Historyczny, v. 100 (1), 2009, p. 113—124.
- «A Country Built on Self-Doubt» ?, dans : De la fondation de Québec au Canada d’aujourd’hui (1608—2008) : Rétrospectives, parcours et défis, Krzysztof Jarosz (éd). Katowice, 2009, p. 15-27.
- «Die anti-jüdische Politik in Regierungsbezirk Zichenau», [«Anti-Jewish policies in Regierungsbezirk Zichenau»] in: Der Judenmord in den eingegliederten polnischen Gebieten 1939—1945, ed. Jochen Böhler, Jacek Mlynarczyk, p. 99-117, Fibre, Osnabruck, 2010. Po polsku : " Polityka antyzydowska na terenie Rejencji Ciechanowskiej, dans: Zaglada Zydow na Polskich Terenach Wcielonych do Rzeszy, IPN, Warszawa, 2008, p. 59-69.
- Le chantage et la dénonciation des Juifs à Varsovie, 1939—1943, dans : Juifs et Polonais, 1939—2008, Jean-Charles Szurek et Annette Wieviorka, (eds), Albin Michel, Paris, 2008, p. 17-33.
- «Ratowanie Zydow za pieniadze — Przemysl pomocy»,Zagłada Żydów, (4), 2008, 81-110.
- «Rewriting the History of Polish-Jewish Relations from a Nationalist Perspective: The Recent Publications of the Institute of National Remembrance», Yad Vashem Studies, 2008, v. 36 (1), p. 253—270.
- Jewish Defendants in German and Polish Courts in the Warsaw District. Yad Vashem Studies, v. 35 (1), p. 49-81, (2007).
- «Żydzi przed obliczem niemieckich i polskich sądów w Dystrykcie Warszawskim Generalnej Guberni, 1939—1942», "Prowincja Noc,.p. 75-119, Warszawa, 2007.
- «Hail to the Chief — The Changing Structure of Aboriginal Self-Government in Canada», dans: Place and Memory in Canada: Global Perspectives, Proceedings of the 3rd International Conference of Central European Canadianists; Kraków, Poland. Cracow, 2005, p. 135—145.
- «Polscy zarządcy powierniczy majątku żydowskiego — zarys problematyki, w: Zagłada Żydow vol 1 (1), 2005, p. 253—260.
- Warszawscy Zydzi wydaleni ze Szwajcarii do Generalnego Gubernatorstwa. Studium przypadku», Zagłada Żydów- t.1 (1), 2005, s. 261—269. Published in English in Holocaust Studies and Materials, Polish Center for Holocaust Research, 2008, p. 355—364.
- «Holocaust in Northern Mazovia (Poland) in the Light of the Archives of Ciechanów Gestapo», Holocaust and Genocide Studies 18 (3), 460—477, zima 2004.
- «Germans in the Eyes of the Gestapo, Ciechanòw District, 1939—1945», Contemporary European History, 13(1), 2004, 21- 43. Współautor: Zbigniew R. Grabowski.
- «Szmalcownicy warszawscy, 1939—1942», Zeszyty Historyczne, 2003, (No. 143) p. 85-117.